# Santa Elena, Yucatán
Santa Elena là một đô thị thuộc bang Yucatán, México. Năm 2005, dân số của đô thị này là 3617 người.